# De doornenkroning (Ter Brugghen)
De doornenkroning (Deens: Kristi tornekroning) is een schilderij van Hendrick ter Brugghen uit 1620. Het werk maakt sinds 1755 deel uit van de collectie van het Statens Museum for Kunst (SMK) in Kopenhagen.

## Geschiedenis
Het schilderij is gesigneerd en gedateerd HT Brugghen/fecit 1620, maar de herkomst is onbekend. Hoewel er geen schriftelijke bewijzen voor zijn, is het een plausibele hypothese dat het is gemaakt voor de decoratie van een katholieke schuilkerk. Er wordt aangenomen dat Ter Brugghen meer van dergelijke werken heeft gemaakt, hoewel hij mogelijk zelf protestants was.
Door de afmetingen van het schilderij lijkt het onwaarschijnlijk dat het bedoeld was voor persoonlijke devotie. Het is daarnaast vrijwel uitgesloten dat het bestemd was voor een gereformeerde kerk. In de strijd tussen het opkomende protestantisme en het katholicisme werden in Nederland juist veel kunstwerken in kerken vernietigd door protestanten, omdat ze werden beschouwd als voorwerpen van afgoderij. Nadat de Nederlandse kerkgebouwen geconfisqueerd werden, kregen ze een uiterst sober interieur waaruit kunstwerken bijna volledige verdwenen waren.
Toen het protestantisme de officiële religie van Nederland werd, leidde dat niet tot het verdwijnen van het katholieke geloof, dat nog steeds een groot aantal aanhangers had. Na verloop van tijd werd het steeds meer getolereerd, mits het niet openlijk beleden werd. In particuliere woningen werden daarom ruimtes gemaakt om de katholieke eredienst te houden, de schuilkerken. Voor de inrichting van deze kerken bleef er vraag naar sacrale kunst. Ook Ter Brugghen lijkt dergelijke werken gemaakt te hebben, hoewel van het schilderij in het SMK niet met zekerheid kan worden gesteld dat het in een schuilkerk heeft gehangen. Het werd in 1755, tijdens de regering van Frederik V van Denemarken, verworven door het Deense koningshuis en werd in 1896 ondergebracht in Den Kongelige Malerisamling op de huidige locatie, het latere Statens Museum.
Het thema van het schilderij zou kunnen wijzen op de religieuze spanningen die Nederland in die tijd teisterden. Katholieken (maar ook sommige gematigde lutheranen) zagen in de blinde woede waarmee de protestanten het interieur van de kerken vernielden, een afspiegeling van het lijden van Christus. In de schuilkerken waren de bespotting en foltering van Christus daarom vaak terugkerende iconografische onderwerpen.  Voor de Nederlandse katholieken waren ze een allegorie van de situatie waarin ze leefden na het verbod op de vrije uitoefening van hun geloof.
Naast De roeping van Mattheüs (1621) is De doornenkroning het enige andere gedateerde werk van Ter Brugghen.

## Voorstelling
Het tafereel speelt zich af in een klassieke omgeving. Achter Christus zien we een imposante gecanneleerde zuil en rechts op de achtergrond een bas-reliëf. Op de voorgrond zit Jezus op een blok steen, gekleed in het scharlakenrode gewaad dat hij na de geseling als grap moest dragen. Achter hem duwen twee folteraars de doornenkroon met stokken op zijn hoofd. Door deze wrede behandeling bloedt Jezus hevig. Een knielende, oude kwelgeest biedt Jezus op de voorgrond een riet aan, een beledigende scepter die past bij de kroon. De jongeman in het midden laat hem een vulgaire grimas zien. Ter Brugghen heeft twee verschillende momenten, de kroning en de bespotting (die in de schilderkunst vaak afzonderlijk voorkomen), in een enkele compositie samengebracht.
Op de achtergrond, aan de zijkanten, staan twee groepen omstanders. Aan de rechterkant treden er twee meer op de voorgrond die we ten voeten uit zien, terwijl ze tegenover elkaar staan. De man rechts, in een zeer rijke mantel van geel en rood brokaat en met een tulband houdt een staf vast, een teken van gezag. Naar alle waarschijnlijkheid is het Pilatus. De oude man die voor hem staat is waarschijnlijk Kajafas. De onbuigzame hogepriester en de aarzelende Romeinse gouverneur zijn in gesprek over de noodzaak om Jezus te kruisigen.
In de jaren die hij doorbracht in Italië en vooral in Rome, werd Ter Brugghen diep en blijvend beïnvloed door Caravaggio. Dit blijkt het duidelijkst uit het tafereel op de voorgrond. Het sadisme van de schurken, hun eigentijdse kleding, het naturalisme waarmee ze zijn weergegeven (de blote en eeltige voeten, de vuile en gescheurde kleren, de rotte tanden van de oude man) en ten slotte het clair-obscur wijzen op de Italiaanse meester.
Ondanks het duidelijke caravaggisme, is het schilderij van Ter Brugghen ook beïnvloed door de grafische kunst uit noordelijk Europa. Er zijn verschillende prenten van meesters als Lucas van Leyden en Dürer die Ter Brugghen waarschijnlijk zorgvuldig heeft bestudeerd. Dit teruggrijpen op oude voorbeelden kan verband houden met het katholieke geloof van de opdrachtgevers van dit soort religieuze werken. Deze nieuwe schilderijen vervingen de werken die door de protestantse beeldenstorm op dramatische wijze verloren waren gegaan.

## Afbeeldingen

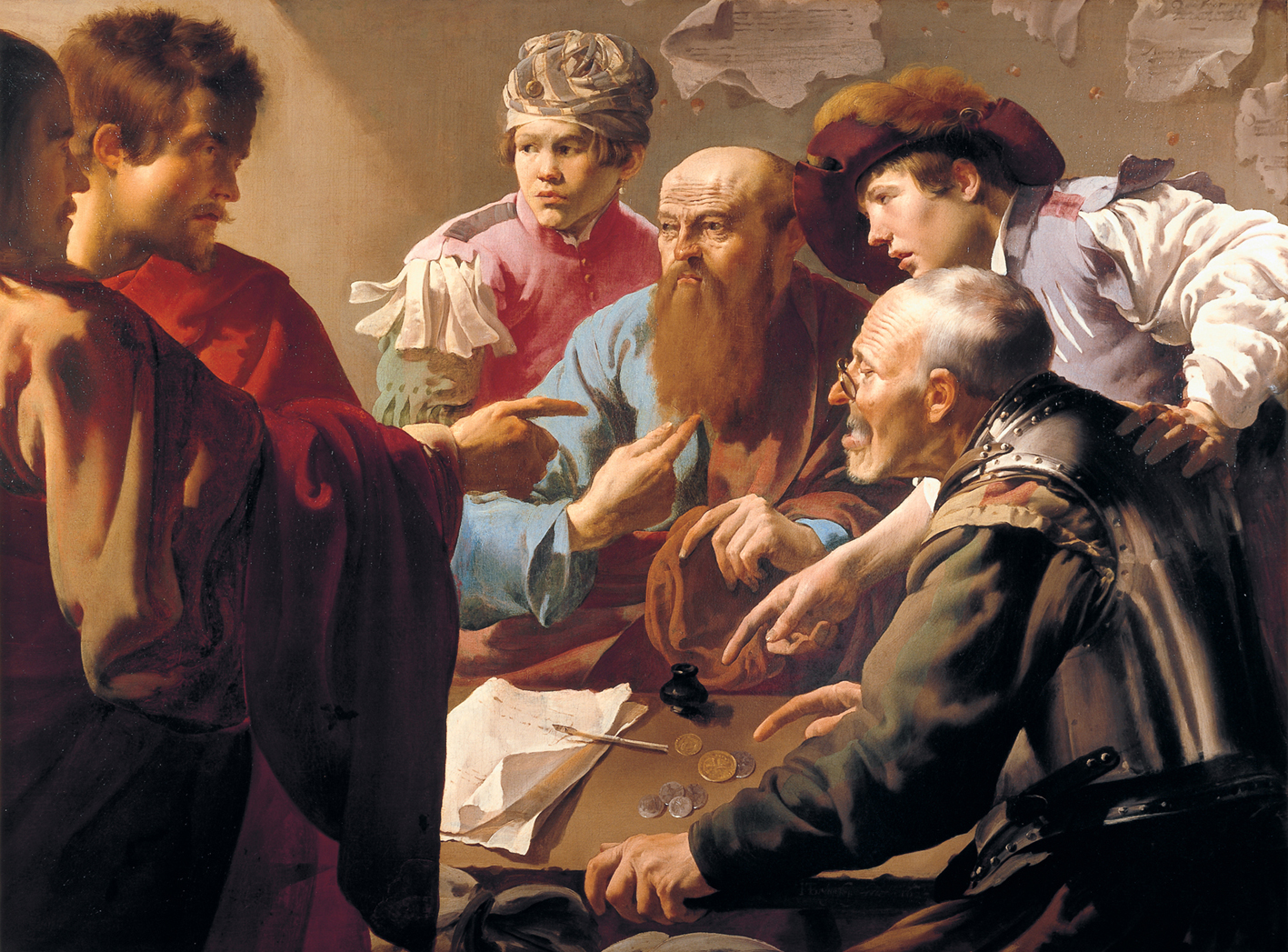
De roeping van Mattheüs (1621)
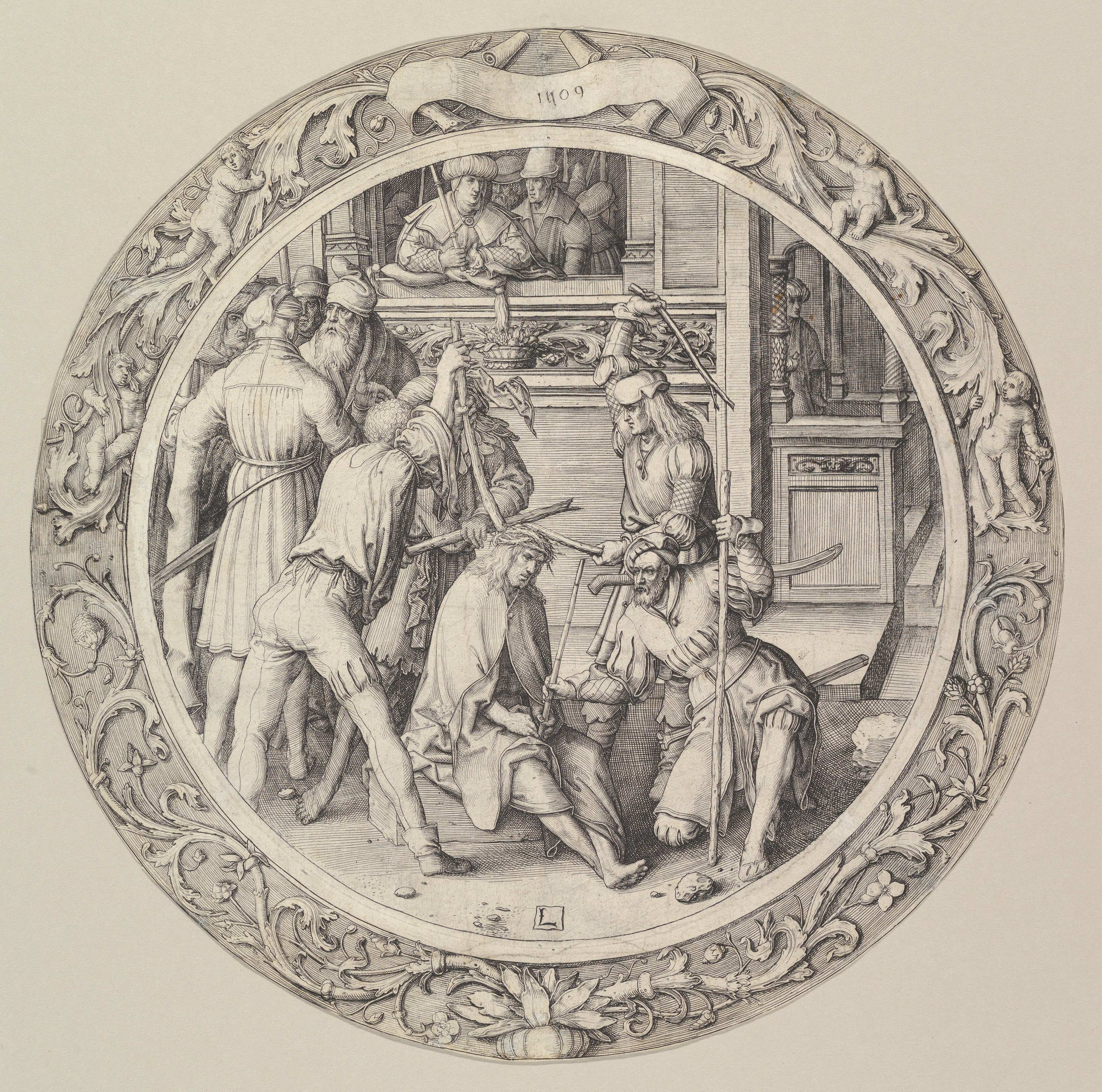
Doornenkroning - Lucas van Leyden (1509)
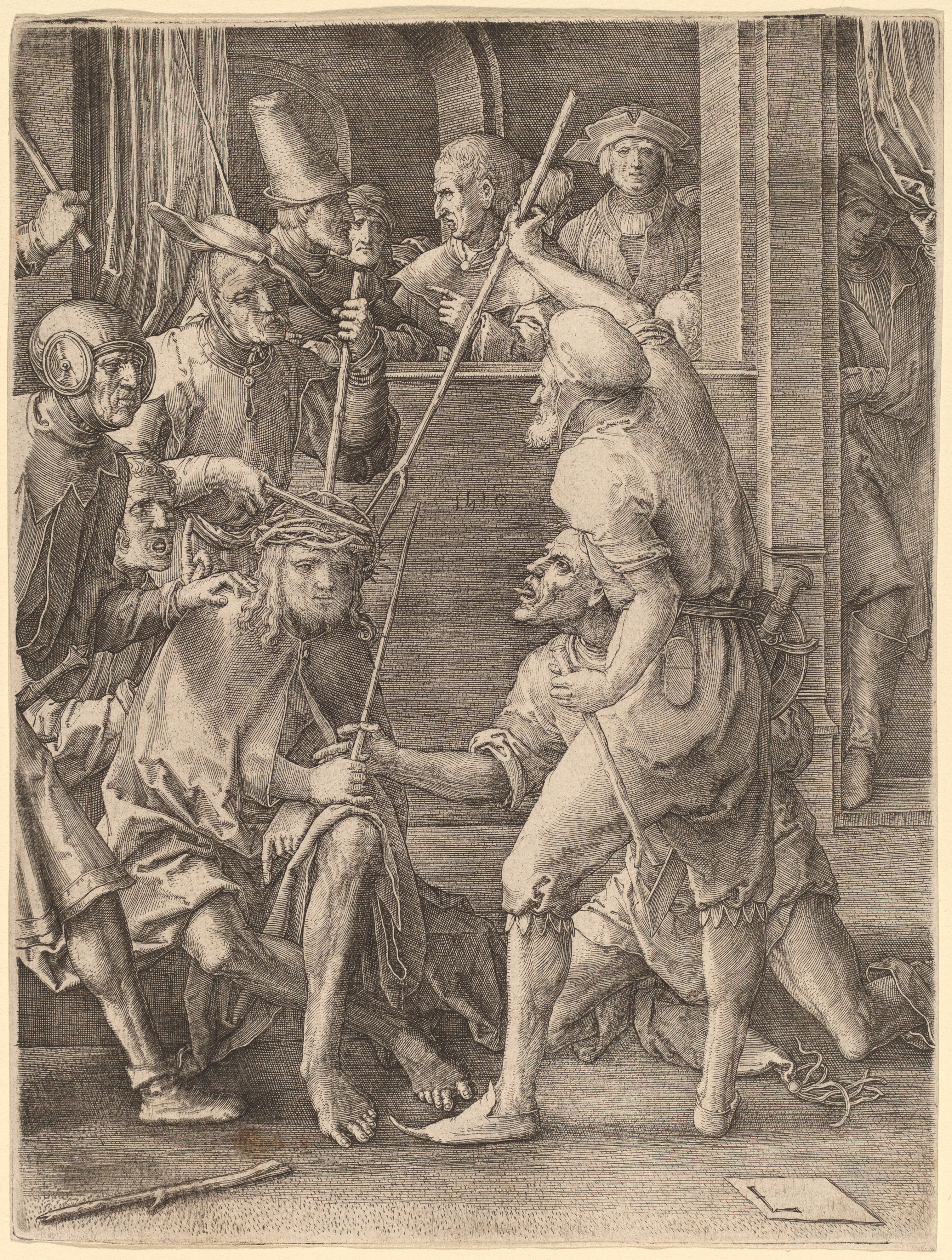
Doornenkroning - Lucas van Leyden (1519)
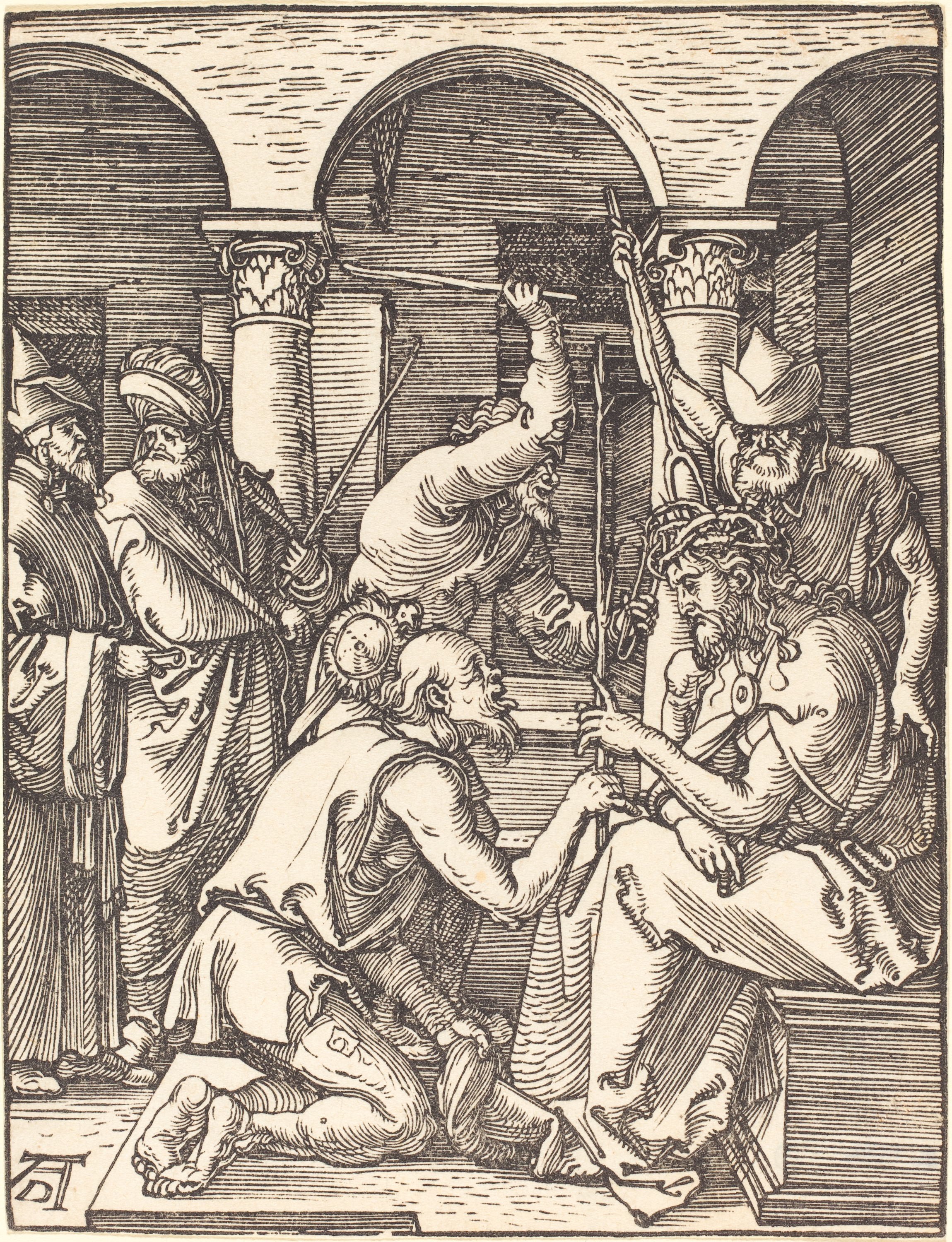
Doornenkroning - Albrecht Dürer (1509-1510)